# Associazione Calcio Fanfulla 1874 1984-1985
Questa voce raccoglie le informazioni riguardanti l'Associazione Calcio Fanfulla 1874 nelle competizioni ufficiali della stagione 1984-1985.

## Stagione
Nella stagione 1984-85 il Fanfulla ha disputato il girone B della Serie C2, in cui i bianconeri sono giunti al settimo posto in classifica a 35 punti.

## Rosa
| N. |                   | Ruolo | Calciatore         |
| -- | ----------------- | ----- | ------------------ |
|    | Italia (bandiera) | D     | Salvatore Aloise   |
|    | Italia (bandiera) | C     | Davide Biolcati    |
|    | Italia (bandiera) | P     | Massimo Brambilla  |
|    | Italia (bandiera) | A     | Maurizio Calamita  |
|    | Italia (bandiera) | C     | Anglo Calzavacca   |
|    | Italia (bandiera) | D     | Claudio Colombi    |
|    | Italia (bandiera) | C     | Giovanni Colombi   |
|    | Italia (bandiera) | P     | Claudio Fadoni     |
|    | Italia (bandiera) | C     | Marco Finardi      |
|    | Italia (bandiera) | C     | Alberto Gramignoli |
|    | Italia (bandiera) | D     | Enrico Leoni       |

| N. |                   | Ruolo | Calciatore             |
| -- | ----------------- | ----- | ---------------------- |
|    | Italia (bandiera) | C     | Marco Lucini           |
|    | Italia (bandiera) | D     | Stefano Montanini      |
|    | Italia (bandiera) | A     | Oscar Pettinari        |
|    | Italia (bandiera) | D     | Gianmario Piacentini   |
|    | Italia (bandiera) | A     | Alessandro Quagliaroli |
|    | Italia (bandiera) | A     | Angelo Rossi           |
|    | Italia (bandiera) | C     | Claudio Sangiorgio     |
|    | Italia (bandiera) | C     | Fermo Spallanzani      |
|    | Italia (bandiera) | A     | Alessandro Tatti       |
|    | Italia (bandiera) | C     | Alessandro Tirloni     |

## Risultati

### Campionato

#### Girone di andata
| 23 settembre 1984 1ª giornata | Fanfulla | 3 – 3 | Pordenone |  |

| 30 settembre 1984 2ª giornata | Mestre | 0 – 0 | Fanfulla |  |

| 7 ottobre 1984 3ª giornata | Fanfulla | 1 – 0 | Rhodense |  |

| 14 ottobre 1984 4ª giornata | Gorizia | 2 – 2 | Fanfulla |  |

| 21 ottobre 1984 5ª giornata | Fanfulla | 2 – 2 | Pro Patria |  |

| 23 ottobre 1984 6ª giornata | Pergocrema | 0 – 0 | Fanfulla |  |

| 4 novembre 1984 7ª giornata | Fanfulla | 2 – 0 | Omegna |  |

| 11 novembre 1984 8ª giornata | Virescit Bergamo | 1 – 1 | Fanfulla |  |

| 18 novembre 1984 9ª giornata | Fanfulla | 1 – 0 | Mantova |  |

| 25 novembre 1984 10ª giornata | Ospitaletto | 1 – 0 | Fanfulla |  |

| 2 dicembre 1984 11ª giornata | Fanfulla | 1 – 2 | Trento |  |

| 9 dicembre 1985 12ª giornata | Pro Vercelli | 1 – 0 | Fanfulla |  |

| 16 dicembre 1984 13ª giornata | Fanfulla | 2 – 2 | Montebelluna |  |

| 23 dicembre 1984 14ª giornata | Venezia | 0 – 1 | Fanfulla |  |

| 6 gennaio 1985 15ª giornata | Fanfulla | 1 – 1 | Mira |  |

| 13 gennaio 1985 16ª giornata | Novara | 2 – 0 | Fanfulla |  |

| 20 gennaio 1985 17ª giornata | Fanfulla | 0 – 1 | Pievigina |  |

#### Girone di ritorno
| 3 febbraio 1985 18ª giornata | Pordenone | 1 – 1 | Fanfulla |  |

| 10 febbraio 1985 19ª giornata | Fanfulla | 4 – 2 | Mestre |  |

| 17 febbraio 1985 20ª giornata | Rhodense | 1 – 2 | Fanfulla |  |

| 24 febbraio 1985 21ª giornata | Fanfulla | 2 – 0 | Gorizia |  |

| 3 marzo 1985 22ª giornata | Pro Patria | 1 – 0 | Fanfulla |  |

| 10 marzo 1985 23ª giornata | Fanfulla | 2 – 2 | Pergocrema |  |

| 17 marzo 1985 24ª giornata | Omegna | 0 – 0 | Fanfulla |  |

| 24 marzo 1985 25ª giornata | Fanfulla | 1 – 1 | Virescit Bergamo |  |

| 6 aprile 1985 26ª giornata | Mantova | 3 – 1 | Fanfulla |  |

| 14 aprile 1985 27ª giornata | Fanfulla | 1 – 0 | Ospitaletto |  |

| 21 aprile 1985 28ª giornata | Trento | 1 – 0 | Fanfulla |  |

| 9 maggio 1985 29ª giornata | Fanfulla | 1 – 0 | Pro Vercelli |  |

| 12 aprile 1985 30ª giornata | Montebelluna | 2 – 0 | Fanfulla |  |

| 19 maggio 1985 31ª giornata | Fanfulla | 1 – 1 | Venezia |  |

| 25 gennaio 1985 32ª giornata | Mira | 0 – 4 | Fanfulla |  |

| 2 marzo 1985 33ª giornata | Fanfulla | 2 – 2 | Novara |  |

| 9 giugno 1985 34ª giornata | Pievigina | 2 – 2 | Fanfulla |  |